# 艾伦·布朗
艾伦·布朗（英語：Allan Brown，1926年10月12日—2011年4月20日），苏格兰男子足球运动员。他曾代表苏格兰代表队参加1954年国际足联世界杯，结果队伍止步小组赛阶段。他于2011年去世，享年84岁。